# Magnitude 10,5
Pour plus de détails, voir Fiche technique et Distribution.
Magnitude 10,5 est une mini-série catastrophe américaine réalisée par John Lafia, diffusée en 2004 sur le réseau NBC le dimanche 2 mai et le lundi 3 mai 2004. La mini-série réunit un grand nombre de téléspectateurs. Une suite a été réalisée : Magnitude 10,5 : L'Apocalypse.

## Synopsis
Un tremblement de terre de 7,9 sur l'échelle de Richter frappe la ville de Seattle, renversant le Space Needle. Face aux conséquences de la catastrophe, le président des États-Unis Paul Hollister évacue les survivants. Alors qu'un autre tremblement de terre anéantit une ville de l'Oregon avec des conséquences plus importantes et un bilan matériel et humain ne cessant d'augmenter...
Un troisième tremblement de terre dévaste San Francisco provoquant des conséquences encore plus importantes : le pont du Golden Gate se coupe en deux jetant une cohorte d'automobilistes dans la baie. Le professeur Samantha Hill découvre qu'un quatrième séisme est sur le point de frapper Los Angeles, avec une magnitude jamais observée, le séisme pouvant séparer la Californie des États-Unis...

## Fiche technique
- Réalisation : John Lafia
- Scénario : Christopher Canaan, John Lafia, Ronnie Christensen
- Montage : Don Brochu (de), Michael N. Knue
- Musique : Lee Holdridge
- Image : David Foreman
- Production : Gary Pearl, Lisa Richardson
- Pays :  États-Unis
- Durée : 165 minutes
- Genre : film catastrophe
- Dates de sortie :
  - États-Unis : 2 mai 2004 et 3 mai 2004 sur NBC
  - France : 6 décembre 2004 sur M6

## Distribution
- Kim Delaney (VF : Véronique Augereau) : Dr Samantha Hill
- Fred Ward (VF : Jacques Frantz) : Roy Nolan
- Ivan Sergei (VF : Arnaud Arbessier) : Dr Zack Nolan
- Dulé Hill (VF : Lucien Jean-Baptiste) : Dr Owen Hunter
- David Cubitt (VF : Renaud Marx) : Dr Jordan Fisher
- John Schneider (VF : Patrick Béthune) : Clark Williams
- Kaley Cuoco (VF : Laura Préjean) : Amanda Williams
- Beau Bridges (VF : José Luccioni) : le président Paul Hollister
- Brian Markinson (VF : Vincent Violette) : Daniel
- Iris Graham (VF : Caroline Victoria) : Zoe Cameron
- Erin Karpluk (VF : Julie Turin) : Rachel
- Rebecca Jenkins (en) (VF : Florence Dumortier) : le gouverneur Carla Williams
- John Lafia : apparition